# Don Fernando
Don Fernando (12 de abril de 1948) es un director y actor pornográfico. Ha estado en la industria pornográfica desde 1977 y ha ganado el Premio a Mejor Actor de Reparto dos veces (1995[cita requerida] and in 2005) durante el Festival Internacional de Cine Erótico de Barcelona Fernando ha ganado el premio a Mejor Actor en 2006 en la EXPOSEX Madrid Awards Gala,[cita requerida] y fue incluido en el XRCO Hall of Fame en 1997. Fue incluido en el AVN Hall of Fame durante los AVN Awards de 2004, y, en marzo de 2005, recibió el Premio al Logro de una Vida en Bruselas durante el Festival Internacional del Erotismo de Bruselas.[cita requerida]
A partir del 15 de octubre de 2014, él aún está actuando como actor en películas para adultos centrándose principalmente en personajes con mucho diálogo en múltiples idiomas. Él aún dirige y hace su propio trabajo cinematográfico.